# Subsecretaría del Patrimonio Cultural de Chile
La Subsecretaría del Patrimonio Cultural de Chile es una subsecretaría de Estado dependiente del Ministerio de las Culturas, las Artes y el Patrimonio, y que tiene como objeto proponer políticas al ministro del ramo y diseñar y evaluar planes y programas en materias relativas al folclor, culturas tradicionales, culturas y patrimonio indígena, patrimonio cultural material e inmaterial, infraestructura patrimonial y participación ciudadana en los procesos de memoria colectiva y definición patrimonial. Desde el 8 de septiembre de 2022, la subsecretaria respectiva es Carolina Pérez Dattari, actuando bajo el gobierno de Gabriel Boric.
Fue creada durante el segundo gobierno de Michelle Bachelet mediante la Ley 21.045, promulgada el 13 de octubre de 2017 y publicada en el Diario Oficial el 3 de noviembre del mismo año. El organismo comenzó sus funciones el 1 de marzo de 2018.

## Subsecretarios
| Retrato | Subsecretario/a              | Partido | Inicio                  | Final                   | Presidente                 |
| ------- | ---------------------------- | ------- | ----------------------- | ----------------------- | -------------------------- |
|         | Emilio de la Cerda Errázuriz | Ind.    | 11 de marzo de 2018     | 11 de marzo de 2022     | Sebastián Piñera Echenique |
|         | María Paulina Soto           | RD      | 11 de marzo de 2022     | 8 de septiembre de 2022 | Gabriel Boric Font         |
|         | Carolina Pérez Dattari       | FA      | 8 de septiembre de 2022 | en el cargo             | Gabriel Boric Font         |